# Challenger de Pereira
EL Challenger de Pereira denominado, por razones de patrocinio, entre 2009 y 2015 Seguros Bolívar Open y desde 2022 Circuito Dove Men+Care es un torneo profesional de tenis perteneciente al ATP Challenger Series. Se juega desde el año 2009 sobre pistas de tierra batida, en Pereira, Colombia.

## Palmarés

### Individuales
| Año       | Campeón          | Finalista              | Resultado           |
| --------- | ---------------- | ---------------------- | ------------------- |
| 2009      | Alejandro Falla  | Horacio Zeballos       | 6–4, 4–6, 6–2       |
| 2010      | Santiago Giraldo | Paolo Lorenzi          | 6–3, 6–3            |
| 2011      | Paolo Lorenzi    | Rogério Dutra da Silva | 7–5, 6–2            |
| 2012      | Carlos Salamanca | Rubén Ramírez Hidalgo  | 5–7, 6–2, 6–1       |
| 2013      | Santiago Giraldo | Paul Capdeville        | 6–2, 6–4            |
| 2014      | Victor Estrella  | João Souza             | 7–6(5), 3–6, 7–6(6) |
| 2015      | Paolo Lorenzi    | Alejandro González     | 4–6, 6–3, 6–4       |
| 2016-2021 | No disputado     | No disputado           | No disputado        |
| 2022      |                  |                        |                     |

### Dobles
| Año  | Campeones                          | Finalistas                             | Resultado              |
| ---- | ---------------------------------- | -------------------------------------- | ---------------------- |
| 2013 | Nicolás Barrientos Eduardo Struvay | Facundo Bagnis Federico Delbonis       | 3–6, 6–3, [10–6]       |
| 2012 | Martín Alund Guido Pella           | Sebastián Decoud Rubén Ramírez Hidalgo | 6–3, 2–6, [10–5]       |
| 2011 | Marcel Felder Carlos Salamanca     | Alejandro Falla Eduardo Struvay        | 7–6(5), 6–4            |
| 2010 | Dominik Meffert Philipp Oswald     | Gero Kretschmer Alex Satschko          | 6–7(4), 7–6(6), [10–5] |
| 2009 | Víctor Estrella João Souza         | Juan Sebastián Cabal Alejandro Falla   | 6–4, 6–4               |